# Jean-Baptiste Mondino
 (mai 2015).
Si vous disposez d'ouvrages ou d'articles de référence ou si vous connaissez des sites web de qualité traitant du thème abordé ici, merci de compléter l'article en donnant les références utiles à sa vérifiabilité et en les liant à la section « Notes et références ».
 (décembre 2020).
Jean-Baptiste Mondino, né le 21 juillet 1949 à Aubervilliers, est un réalisateur de publicités, clips et photographe français.
Durant sa carrière, il a mis en scène régulièrement des clips pour Alain Bashung, Vanessa Paradis, Madonna, ainsi que pour  Axel Bauer, Keziah Jones, Björk ou David Bowie.

## Biographie
Discret, Jean-Baptiste Mondino ne communique pas sur son histoire personnelle. « Son visage est presque inconnu du grand public. Il refuse le statut de star et la plupart des interviews. » Issu d'une famille d'immigrés italiens, il évoque avec pudeur sa jeunesse dans la banlieue et l'origine populaire de ses premières influences artistiques : les églises, les pochettes de disques et les magazines.
Il est le père de Mahaut Mondino.

## Carrière

### Débuts
Mondino débute dans les années 1970 en tant que directeur artistique dans l'agence de publicité Publicis. Il collabore au magazine Façade. Dès 1974, il renoue avec un principe de mise en images utilisé par le chanteur Antoine dans le scopitone Les Élucubrations d'Antoine : ne plus faire de la simple « chanson filmée », mais enchaîner des plans inattendus dans un mini-film dont la chanson ne constitue plus qu'une bande-son.
Au début des années 1980, il crée des concepts de pochettes de disques que réalise son partenaire le photographe Gérard Rufin. Il réalise en 1981 son premier clip-vidéo avec Paradis pour le chanteur Alain Chamfort et pour lui-même en 1983 avec La danse des mots sous le nom de Mon Dino.
En 1981, il réalise la pochette de l'album Dernières balises (avant mutation) d'Hubert-Félix Thiéfaine. Mondino devient photographe à son tour et continue de réaliser des pochettes de disques dont beaucoup pour le label Mankin Records du groupe créé par Taxi Girl et Alexis Quinlin manager de groupes de rock, tout en commençant une carrière dans la photo publicitaire. Il évolue vers la mode et, en parallèle, commence une carrière de réalisateur de vidéoclips.
Il a fondé la société de production Bandits Production en 1989.

### Reconnaissance
Il est reconnu pour ses fréquentes collaborations avec Madonna et ses réalisations et photos pour Mylène Farmer, Les Rita Mitsouko, Thomas Fersen, Prince, Axel Bauer, Alain Bashung, Étienne Daho, Vanessa Paradis, Alain Chamfort, Björk, Texas et bien d'autres. Il a également réalisé de nombreux films publicitaires, notamment pour les parfums Jean Paul Gaultier (dont Le Mâle) ou des photos pour le sac Lady Dior.

## Art du vidéo-clip
Ses premiers clips sont Paradis pour le chanteur français Alain Chamfort, Little Darlin pour la chanteuse française Sheila, tous les deux en 1981, puis Quelqu'un comme toi pour le groupe new-wave français Taxi Girl, Soleil, soleil d'Ahmed Fakroun en 1983 et La danse des mots pour lui-même fin 1983.
Ses premiers projets sont réalisés en couleur. Pour Paradis le thème traité est celui du suicide en devenir d'un couple, joué entre autres par Alain Chamfort. Dans Little Darling, Sheila est entre deux mondes, l'un réel et l'autre futuriste, dans Quelqu'un comme toi le groupe de Daniel Darc et de Mirwais évolue dans un cadre bucolique, avec un long plan séquence de plus de trente secondes en noir et blanc qu'il utilise pour la première fois en introduction du vidéo-clip. Dans Soleil, soleil avec le chanteur libyen Ahmed Fakroun, Mondino propose une vidéo qui met en scène Coluche en téléspectateur passif devant son écran télévisé, regardant le chanteur et la silhouette d'une danseuse orientale. Ce vidéo-clip est similaire au clip de C'est comme ça qu'il réalise en 1987 pour les Rita Mitsouko.
De ses premiers exercices, La danse des mots devient un tournant dans la conception et la réalisation. Le contexte est différent, la vidéo est à la fois ludique et dynamique avec une explosion de couleurs. Sous la forme d'un rap, le photographe se met en scène, pour la seule fois à ce jour, avec différents participants, futurs acteurs ou chanteurs, tels que Ged Marlon, Farid Chopel, Caroline Loeb, Tristan et quelques enfants évoluant autour des voyelles des lettres de l'alphabet en forme de cubes, avec des jouets et des personnes animés. La créativité importante et nouvelle de ce vidéo-clip a permis son entrée de façon permanente dans la bibliothèque du Musée d'art moderne de New York.

### Cargo: la naissance du style Mondino
En 1984, il acquiert une réputation d'envergure internationale avec le tube Cargo, premier clip d'Axel Bauer, produit par Alain Massiot. Avec Pascal Lebegue à la caméra il utilise le noir et le blanc à la demande de l’artiste. Pour cette chanson, comme pour l'ensemble de ses clips des années 1980, il utilise avec un sens aigu l'esthétisme, émaillé d'érotisme et d'élégance, mettant en valeur ses personnages (hommes, femmes ou enfants) et les lieux (ouverts ou fermés, extérieurs ou intérieurs) à égalité, en équilibre avec un jeu de lumière à l'image des grands metteurs en scène du cinéma.
En 1984, Cargo devient le premier clip français  à être diffusé sur MTV (États-Unis), le photographe français est alors sollicité dans le monde entier.
Le noir et blanc, sa créativité et sa maîtrise technique de la réalisation et des nuances de la lumière deviennent la signature de Mondino dans les années 1980.

### Période 80's
Il réalise avec soin les vidéo-clips d'Un autre monde du groupe rock français Téléphone fin 1984, de The Boys of Summer du chanteur américain Don Henley en 1985, du sombre Russians du chanteur anglais Sting en 1985, tous en noir et blanc. Durant cette période, il revient à quelques reprises à la couleur, avec les stylisés Slave to Love de Bryan Ferry en 1985, Mia Bocca de Jill Jones en 1987, ou C'est comme ça avec le groupe français les Rita Mitsouko en obtenant la Victoire de la Musique de la meilleure vidéo pour l'année 1987. En 1988, il réalise le vidéoclip de la chanson Qu'est-ce que t'es belle qui réunit en duo Catherine Ringer, chanteuse du groupe les Rita Mitsouko, avec Marc Lavoine. Pour ces deux derniers clips, Mondino introduit l'esthétique des images de synthèse 3D en se faisant assister des créatifs du studio parisien Mac Guff, inaugurant le genre en France dans ce domaine.

### La consécration
Le 13 septembre 1985 au Radio City Music Hall de New York, Mondino reçoit la récompense du meilleur réalisateur de clip de l'année aux MTV Video Music Awards pour The Boys of Summer de Don Henley, qui lui avait demandé de réaliser un clip inspiré de Cargo. une première reconnaissance du travail de l'artiste français dans le domaine de l'image et du son. The Boys of Summer est le grand gagnant de cette soirée, il reçoit trois récompenses supplémentaires avec celles de la meilleure vidéo pour son interprète, de la meilleure direction artistique dans une vidéo pour Bryan Jones et de la meilleure photographie dans une vidéo pour Pascal Lebègue.

### Aujourd'hui
En 2018, il réalise le clip Low pour le nouvel album de Lenny Kravitz, Raise Vibration. En 2022, il réalise les portraits entre ombre et lumière des artistes pour le retour de l'opéra-rock Starmania.

## Photographies
Jean-Baptiste Mondino est un photographe reconnu, sollicité par les magazines de mode pour réaliser leurs couvertures et séries de mode, et la presse généraliste qui publie ses photographies des personnalités : artistes dont il réalise des vidéo-clips, tout comme des acteurs et artistes. Il travaille également avec de nombreuses marques dont il crée les visuels de campagnes publicitaires ainsi qu'avec des labels de disques qui lui confient la réalisation des pochettes de disques et des photographies promotionnelles.
Le parcours prolifique de Jean-Baptiste Mondino est un parcours atypique dans le monde de la photographie de mode. Il n'a associé son nom ni à un magazine, ni à une marque et il publie ses photographies, au fil des décennies, sans distinction, dans des magazines « incontournables » comme Vogue et la presse innovante ou encore masculine (Glamour, Jalouse,Têtu).
Il réalise la pochette de l'album J'accuse du chanteur Damien Saez en 2010.
« Je n'aime pas la photo. Ce que j'aime, c'est être dans le service, j'aurais pu être steward » - déclare-t-il.

### Mode & publicité
Au tournant des années 1980 et 1990, Mondino met en image les créations du styliste Lionel Cros dont il partage l'univers et l'aspiration à sortir la représentation de la sexualité, féminine en particulier, des bas-fonds de la pornographie. Après avoir utilisé les créations du styliste dans Tandem de Vanessa Paradis, il les photographie dans les séries de mode pour Elle : « Vinyl la folie » (mars 1990) et « À La Maniere De Nijinski » (juin 1991).
En 2000, il réalise la campagne publicitaire de la marque Morgan.
Il fait partie des photographes ayant réalisé un calendrier de la marque italienne de café Lavazza (édition 2003).
Les campagnes J'Adore de Dior, avec Charlize Theron, 
Dior HOmmes avec Johnny Depp.
En 2012, il photographie Carla Bruni-Sarkozy qui renoue avec son métier de mannequin pour la publicité de la marque Parrot.
En 2021, il réalise la publicité du parfum "Spell on you" de la marque Louis Vuitton en mettant en scène l'actrice-mannequin Léa Seydoux.

### Personnalités
Dans les années 1990, les images produites par Jean-Baptiste Mondino dans le cadre de ses collaboration avec des magazines français, par exemple de Vanessa Paradis pour Glamour, ont fait objet de reproductions et d'analyses, tant elles bouleversaient non seulement les codes de la photographie de mode mais aussi l'image des artistes-modèles et au-delà de la féminité (American Photo, 1997).
De nombreux journaux et magazines font appel à Jean-Baptiste Mondino pour photographier les personnalités auxquelles ils consacrent des articles. Des portraits sur mesure, dialogue entre le modèle et l'artiste, comme lors de la session photo avec Béatrice Dalle pour Libération : « Elle se tortille quand le photographe Jean-Baptiste Mondino lui explique qu’il veut faire quelque chose d’absolument singulier avec elle, la non-actrice d’il y a vingt ans à qui le caractère ombrageux promettait une carrière de météore, et qui, après des dizaines de films d’une exigence absolue, s’est peu à peu imposée comme l’ACTRICE. Celle qui nous intéresse justement parce qu’elle ne joue pas à l’être. Elle baisse les yeux, que répondre à ça, elle semble heureuse du compliment, un peu gênée aussi d’en être heureuse. Avec Mondino ils font les cons, et elle qui déteste tant les séances photos approuve l’idée d’une série de portraits serrés, à peine changeants, comme une variation sur le même thème d’une Dalle qui n’a plus le corps d’avant mais s’en accommode comme il faut – l’important c’est cette gueule. »

### Musique
Grand passionné de musique et surtout de guitare, il a publié un recueil de photos Guitar eros, images d'inconnus, de musiciens français ou internationaux, stars montantes ou reconnues, toujours autour de cet instrument. On y retrouve des portraits de Mondino lui-même, Cat Power, Mylène Farmer, Madonna, Raphael, Brian Molko, Vanessa Paradis, Vanessa Contenay-Quinones, Lenny Kravitz, Ben Harper, Tom Waits, Electric Lady, Karl Lagerfeld, Damien Saez (on a d'ailleurs aussi entendu parler d'eux à cause de la photo de l'affiche de la tournée de Saez J'accuse où Jean Baptiste Mondino avait photographié une femme nue dans un chariot de supermarché, et qui a par la suite été censurée), Les Naast…
En 2011, il réalise la pochette du premier album du DJ SebastiAn, intitulé Total. En 2012, il réalise la pochette de nouvel album d'Olivia Ruiz, le calme et la tempête.
En 2013, il réalise la pochette de l'album Love Songs de Vanessa Paradis largement inspirée du cliché intitulé Portrait with Perfume Flask (circa 1930) du photographe russe Aleksandr Rodchenko .
En 2018, il réalise la pochette et le livret de l'album Désobéissance de Mylène Farmer.

### Expositions de photographies
- 2008 : « In Fashion Photo '08 », Art Photo Expo Galerie - exposition collective dans le cadre de Art Basel Miami Beach, Miami (USA)[18]
- 2012 : « O la vache ! », Galerie Milk Gactory, Paris[19]

## Influences
Parmi ses influences il cite Guy Bourdin et Erwin Blumenfeld que ce premier lui a permis de découvrir et dont il s'est inspiré pour sa campagne pour Dior. En parlant d’Erwin Blumenfeld il dit : « Je suis tombé par hasard sur une de ses photos et quand j’ai finalement découvert l’ensemble de son œuvre, je trouvais incroyable qu’on puisse être tellement en avance sur son époque et l’être encore aujourd’hui. Sa photographie n’est pas classique mais futuriste. Les couleurs, le graphisme, la liberté, l’élégance… Il est sous-évalué et beaucoup reste à découvrir. Je suis, et serai toujours, inspiré par son travail. Il donne le courage de continuer et de prendre davantage de risques. Un véritable artiste. » Quant à Guy Bourdin, Jean-Baptiste Mondino et Madonna se sont vus assignés devant la justice américaine par le fils du photographe considérant que l'exploitation qu'ils avaient faite des clichés de son père dans le clip Hollywood de la star américaine relevait du non-respect des droits d'auteur. L'affaire semble s'être arrangée à l'amiable, selon les usages en vigueur aux États-Unis car aucune source n'est disponible concernant l'issue de cette plainte. Et c'est un extrait inédit d'entretien avec Guy Bourdin que Mondino commente dans un des premiers entretiens qu'il accorde à France Inter en mai 2015 et dans lequel il évoque son travail de photographe.

## Distinctions
- Victoires de la musique 1987 : Victoire du vidéo-clip pour C'est comme ça des Rita Mistouko
- Victoires de la musique 1991 : Victoire du vidéo-clip pour Tandem de Vanessa Paradis
- Victoires de la musique 1993 : Victoire du vidéo-clip pour Osez Joséphine d'Alain Bashung
- Victoires de la musique 1994 : Victoire du vidéo-clip pour L'Ennemi dans la glace d'Alain Chamfort